# Светослав Шиваров
Светослав Стоянов Шиваров е български политик от БЗНС (казионен) и БЗНС Александър Стамболийски.
Роден е на 7 февруари 1944 г. в Созопол. Първоначално завършва право в Софийския университет, а след това започва работа като прокурор в системата на народните съвети и в БЗНС (казионен) като председател на общинското ръковоство на БЗНС в Созопол и от 1988 до 1991 година е зам.завеждащ отдел „Финансово – административен“ на ПП на БЗНС.Напуска БЗНС, когато през 1991 година председателят му Виктор Вълков и организцаионния секретар на Постоянното присъствие Коста Янчев се обединяват с десния политически емигрант от БЗНС „Никола Петков“ Ценко Барев в БЗНС – Единен. През 1993 г. става председател на БЗНС Александър Стамболийски. Работи в периода 1993 – 1994 г. като главен експерт в Комисията за защита на конкуренцията. В периода 1994 – 1997 г. е председател на Комисията по правата на човека в Тридесет и седмото обикновено народно събрание. Светослав Шиваров е Заместник министър-председател на България от януари 1995 до фвруари 1997 г. и министър на земеделието и хранителната промишленост в периода януари-юни 1996 в правителството на Жан Виденов, като на последния пост застава като приемник на дотогавашния земеделски министър Васил Чичибаба който е негов съпартиец но след зърнената криза от ноември – декември 1995 г. е принуден да подаде оставка. Макар Шиваров да взима енергични мерки за спиране на износа на зърно от България недостига на такова довежда до хлебна криза и през юни 1996 г. той е принуден да подаде оставка като министър на земеделието запазвайки поста на вицепремиер на който му е допълнително възложена функция по надзор на министерство на земеделието и хранителната промишленост с нов министър Кръстьо Трендафилов. След като подава оставка правителството на Жан Виденов през декември 1996 по време на януарските събития през 1997 като вицепремиер в оставка Светослав Шиваров настоява по време на правителствено заседание на 10 януари 1997 вътрешни войски и полицията да употребят сила срещу протестиращите срещу властта пред Народното събрание. След назначаването на служебното правителство на Стефан Софиянски през 1997 г. Светослав Шиваров извежда БЗНС „Александър Стамболийски“ от коалиция с БСП мотивирайки се с несъгласие със свалянето на Жан Виденов от поста председател на БСП и замяната му с Георги Първанов което води до конфликт с негови съпартийци начело с Драгомир Шопов (настояващ за коалиция с БСП) и създаване на два леви БЗНС, но през 2001 г. Шиваров начело на БЗНС „Александър Стамболийски“ отново се завръща в коалиция с БСП наречена Коалиция за България, но през февруари 2005 г. подава оставка като Председател на земеделдския съюз .